# Тарасенко, Феликс Петрович
Феликс Петрович Тарасенко (6 марта 1932, Саратов, Нижне-Волжский край, РСФСР, СССР — 1 января 2021, Томск, Россия) — профессор кафедры системного анализа и математического моделирования института прикладной математики и компьютерных наук Института прикладной математики и компьютерных наук Томского государственного университета.

## Биография
Родился 6 марта 1932 года в Саратове в семье журналистов.
Окончил физический факультет Томского госуниверситета.
В 1959 году защитил диссертацию кандидата физико-математических наук.
В 1967—1968 годах был старшим лектором Дар-эс-Саламского университета в Танзании.
В 1969—1970 годах был старшим научным сотрудником СФТИ.
В 1975 году стал доктором технических наук.
С 1998 года — профессор кафедры теоретической кибернетики.
С 1992 до 2012 года был деканом Российско-американского гуманитарного колледжа при ТГУ, который в 1998 году преобразовали в международный факультет управления.
До 2016 года был научным руководителем и профессором МФУ ТГУ.
Читал курсы по физике, кибернетике, статистике, системному анализу, менеджменту.
Один из основоположников теории системного анализа.

## Награды
- Заслуженный деятель науки и техники,
- Почётный работник высшего профессионального образования РФ,
- Заслуженный профессор ТГУ.

Участник Томского профессорского собрания.
Награждён медалью «За доблестный труд. В ознаменование 100-летия со дня рождения В. И. Ленина» (1970), орденом Трудового Красного Знамени (1980), нагрудным знаком «Почётный работник высшего профессионального образования» (1998).

## Книги
- Тарасенко Ф. П. Введение в курс теории информации. — Томск: Изд-во ТГУ, 1963. — 240 с.
- Тарасенко Ф. П. Непараметрическая статистика. — Томск: Изд-во Томск. ун-та, 1976. — 294 с.
- Перегудов Ф. И., Тарасенко Ф. П. Введение в системный анализ Москва: Изд-во Высшая щкола, 1989. — 360 с.